# Abdirahman Mohamud Farole
Abdirahman Mohamud Faroole (Eil, 1945) è un politico somalo.
Abdirahman Mohamud Farole (somalo: Cabdiraxmaan Maxamuud Faroole; arabo: عبد الرحمن محمد) è un politico somalo. Ha prestato servizio per molti anni nel governo, ricoprendo la carica di governatore della regione del Nugal in Somalia negli anni '90 e successivamente come ministro delle finanze della regione autonoma del Puntland nel nord-est. Dall'8 gennaio 2009 all'8 gennaio 2014 Farole è stato anche presidente del Puntland. Gli sforzi su più fronti di Farole nel creare disposizioni e collaborare con le politiche e le organizzazioni internazionali hanno portato a una drastica diminuzione della pirateria lungo il Marinka Gardafuul (Canale di Guardafui). 
| Abdirahman Mohamud Farole عبد الرحمن محمد        | Abdirahman Mohamud Farole عبد الرحمن محمد                                                |
| ------------------------------------------------ | ---------------------------------------------------------------------------------------- |
|                                                  |                                                                                          |
|                                                  |                                                                                          |
| vicepresidente                                   | Contea di Abdisamad Ali                                                                  |
| Preceduto da                                     | Mohamud Musa Hersi Adde                                                                  |
| seguito da                                       | Abdiweli Mohamed Ali                                                                     |
| Senatore somalo di Garowe                        |                                                                                          |
| In carica dall’8 gennaio 2017 – presente         |                                                                                          |
| 4º presidente del Puntland                       |                                                                                          |
| In carica dall'8 gennaio 2009 all'8 gennaio 2014 |                                                                                          |
| Dati personali                                   |                                                                                          |
| Nato                                             | 1945 (77-78 anni) Eyl , Nugal , Puntland                                                 |
| Nazionalità                                      | Australia Somalia                                                                        |
| Partito politico                                 | Guida o Pioniere (in somalo: Urur Siyaasadeedka Horseed)                                 |
| Alma madre                                       | Università Nazionale Somala (BCom) Università La Trobe ( BA ) Università di Albany (MBA) |
|                                                  |                                                                                          |

## Biografia

### Primi anni [ modifica ]
Farole è nato nel 1945 nella città costiera di Eyl, situata nella regione nordorientale del Nogal in Somalia. Proviene dal sotto clan Isse Mohamoud del Majeerteen Darod. Poliglotta, parla correntemente somalo, arabo, italiano e inglese.

### Istruzione [ modifica ]
Farole ha prima proseguito la sua istruzione post-secondaria a livello locale, conseguendo un Diploma di Sanità Pubblica nel 1964 presso la Scuola Professionale Sanitaria di Mogadiscio , la capitale della nazione. L'anno successivo consegue il Diploma in Statistica presso l'Istituto Internazionale di Statistica di Beirut in Libano. 
Nel 1985, Farole ha conseguito una laurea in Economia e Commercio presso l'Università nazionale somala di Mogadiscio. Cinque anni dopo ha conseguito un Master in Business Administration (specializzazione in gestione finanziaria) da una partnership congiunta tra la Somali National University-SOMTAD e la State University di New York ad Albany . Nel 2005, ha aggiunto al suo curriculum un Bachelor of Arts (con specializzazione in Politica) presso la La Trobe University in Australia.